# Das Schachbrett
Das Schachbrett (französischer Originaltitel: L’Échiquier) ist der Titel einer Sammlung autobiographischer Aufzeichnungen von Jean-Philippe Toussaint. L’Échiquier erschien im September 2023 im Verlag Les Éditions de Minuit. Die Übersetzung ins Deutsche stammt von Joachim Unseld und erschien im Jahr 2024 bei der Frankfurter Verlagsanstalt. Das Buch besteht aus 64 Kapiteln, so vielen Kapiteln also, wie ein Schachbrett Felder hat. 

## Inhalt
„Ich habe auf das Alter gewartet, ich finde mich im Lockdown wieder.“ Mit diesem Satz beginnt Jean-Philippe Toussaints Buch Das Schachbrett. Es sind damit bereits zwei seiner Themen benannt – das eigene Altern und die Zeit des ersten Lockdowns während der COVID-19-Pandemie.
Eigentlich hatte Toussaint für das Frühjahr 2020 andere Pläne. Aber aufgrund des Corona-Lockdowns war bald klar, dass alle geplanten Lesungen, Ausstellungen und Konferenzen abgesagt würden. So sah er sich nach Abschluss der Bearbeitung der Korrekturfahnen seines zuletzt geschriebenen Romans Les Émotions (Die Gefühle) in der für ihn ungewohnten Situation, kein „Projekt am Laufen [zu] haben“. Als erstes entstand die Idee, sich „auf die Übersetzung eines Buches zu werfen, und [seine] Wahl fiel auf Die Schachnovelle von Stefan Zweig“. Er wollte dies zunächst begleiten mit einem umfangreichen Essay zum Thema der literarischen Übersetzung. Dies zweite Projekt verwarf er bald wieder, nur gelegentlich, in einigen Kapiteln des Buches, lässt er den Leser teilhaben an einzelnen Übersetzungsfragen. Stattdessen verbanden sich seine Notizen zur eigenen Reaktion auf den Lockdown mit autobiographischen Aufzeichnungen, und es liest sich, als wäre er selbst überrascht worden davon. „War die Stunde der Autobiographie für mich gekommen?“, fragt er sich. In einem der längsten Kapitel des Buches schildert er Erinnerungen an seine Schulzeit Anfang der 1970er Jahre in einem Internat in Maisons-Laffitte. Toussaint war da fünfzehn oder sechzehn Jahre alt, und im Mittelpunkt steht ein etwas älterer Mitschüler, der stets etwas geheimnisvoll wirkte und der Ende 1973 bei einem Flugzeugabsturz ums Leben kam.
Bald wird dem Autor klar, „dass das Schachspiel der rote Faden des neuen Buches sein kann,“ dessen Entstehung der Leser mitverfolgt. Einmal nennt er es auch „den Ariadnefaden dieses Buches“. Seine Erinnerungen gehen zurück ins Jahr 1964, zum ältesten in seinem Gedächtnis vorhandenen Bild von sich selbst vor einem Schachbrett sitzend, in die Jahre 1969/1970, als es an der Schule einen Schachklub gab, in den Sommer 1979, als er während der Ferien in Portugal Partien gegen seinen Vater spielte, der es nicht hätte ertragen können, gegen die eigenen Sohn zu verlieren, und schließlich in die Jahre 1986 und 1990, als er in London und Lyon Partien um die Schachweltmeisterschaft zwischen Anatoli Karpow und Garri Kasparow miterlebte.
In den Jahren 1993 und 1994 lebte Toussaint als Gast des DAAD mit seiner Familie in Berlin. In dieser Zeit realisierte er gemeinsam mit Torsten Fischer den Film Berlin, 10:46. Eine der zentralen Szenen des Films ist eine Schachpartie, für die als einer der Spieler der Großmeister Artur Jussupow gewonnen werden konnte. Das Drehbuch sah vor, dass Jussupow der Unterlegene dieser Partie sein sollte, und zwar gegen niemand anderen als den Co-Regisseur und Drehbuchautoren Toussaint. Jussupow hatte daraufhin die Idee, dass eine seiner berühmtesten Partien nachgespielt werden sollte, in der er – in der Realität, in Brüssel 1991 – Wassyl Iwantschuk besiegt hatte.
Die letzten Kapitel des Buches sind einem anderen Internationalen Meister des Schach gewidmet. Um 1980 herum gehörte Toussaint zu einem „Kreis von etwa zwanzig Schachbegeisterten“, der sich in der Bibliothek des Pariser Centre Pompidou zusammenfand. Dort tauchte irgendwann unvermittelt Gilles Andruet auf, damals noch ganz am Beginn seiner Karriere, und beeindruckte die Amateure mit Blindsimultanpartien gegen fünf ihrer besten Spieler, die er alle gewann. Zwischen Toussaint und Andruet, beide etwas mehr als zwanzig Jahre alt, entwickelte sich für eine gewisse Zeit eine enge Freundschaft, bis sie sich wieder aus den Augen verloren. Nur einmal sind sie sich später noch einmal wieder begegnet, als Zuschauer eines Schachturniers im Théâtre des Champs-Élysées. Zu der Zeit hatte sich Andruet schon weitgehend vom Schach ab- und ausgeklügelten Glücksspielsystemen zugewendet. 1995 wurde er auf brutale Weise ermordet. Aber, so schreibt Toussaint, „darüber werde ich nicht reden. Ich will nur von den lebendigen Spuren erzählen, die Gilles in meinem Gedächtnis hinterlassen hat.“

## Einige von Toussaint kommentierte Bücher
- Georges Perec: Das Leben Gebrauchsanweisung: „… wendet ein von einem alten Problem abgeleitetes Prinzip an […] Es besteht darin, für einen Springer auf einem Schachbrett eine Route zu finden, auf der dieser die 64 Felder durchläuft, ohne mehr als einmal auf demselben Feld zu verweilen. Ich beabsichtige selbst nicht eine derartige autobiographische Ausschließlichkeit.“
- Aaron Nimzowitsch: Mein System: „In Mein System, dem absoluten Standardwerk der Schachliteratur, entwickelt Nimzowitsch ein Konzept, das den Rahmen des Schachs im strengen Sinne überschreitet und eine Dimension poetischer Utopie entwickelt.“
- Vladimir Nabokov: König Dame Bube: „… die doppelte Virtuosität Nabokovs […] die Virtuosität der Linie [der Gesamtkonstruktion des Romans] und die der Details.“

## Rezeption
In Deutschland gab es nach Erscheinen der Übersetzung neben Rezensionen in überregionalen Tageszeitungen und im Deutschlandfunk sogar eine Besprechung dieses Buchs von Toussaint in den „Schach Nachrichten“ auf chessbase.com. Der Übersetzer und Literaturwissenschaftler Johannes Fischer zog darin das folgende Fazit:

„Die vielen Verweise auf das Schach machen Das Schachbrett für Schachspieler vielleicht besonders reizvoll, aber vor allem ist das Buch eine Rückschau auf das eigene Leben, eine Reflexion über Erinnerung und Identität. Fesselnd und angenehm melancholisch geschrieben, ziehen Toussaints Erzählungen und Gedanken in ihren Bann, und wohl auch dann, wenn man die Namen Nimzowitsch, Jussupow, Kortschnoi oder Andruet noch nie gehört hat. Toussaints Erinnerungen lösen immer wieder neue Erinnerungen aus und laden ein, genau wie der Autor über das eigene Leben und die Frage nachzudenken, wie man die Person geworden ist, die man geworden ist.“

Mehrere französische Rezensenten fühlten sich durch einzelne Passagen und Motive in Toussaints Das Schachbrett an Romane von Patrick Modiano erinnert, unter ihnen auch Frédéric Beigbeder in seiner Würdigung des Buches im „Figaro Magazine“:

„Seit La salle de bain im Jahr 1985 könnte man Toussaint als einen etwas kalten Autor mit einem fast klinischen Schreibstil beschreiben (außer vielleicht im „Der Zyklus von Marie“, wo es auch um die Geschichte einer romantischen Trennung ging). Aber jetzt ist es das erste Mal, dass er in der Ich-Perspektive über sich selbst spricht. Es ist ein sehr intimes, bekennendes Buch mit einer originellen Struktur, die sein Erscheinen bei Éditions de Minuit rechtfertigt. Es ist ein Buch sehr bewegender Erinnerungen. In seinen Büchern erinnere ich mich immer an Bilder, und dieses Mal an das dieses Kindes, das ständig beim Schach gegen seinen Vater verliert und an dem Tag, an dem es gut im Schach wird, merkt, dass sein Vater nicht mehr mit ihm spielen will, also nicht mehr verlieren will. Das ist sehr schön, und ich habe beim Lesen viel an Patrick Modiano gedacht, der gemeinsame Punkt ist das Internat.“

Der Rezensent der belgischen Tageszeitung Le Soir beschrieb den Tonfall des Buches und zitierte verdeutlichend eine typische Toussaint-Wendung:

„Stellen Sie sich dies Schachbrett nicht als ein ein ernstes, lebloses Buch vor. Im Gegenteil: Distanz, Ironie, Humor sind sehr präsent. Während seines ersten Treffens mit [seiner späteren Ehefrau] Madeleine verlassen sie gemeinsam die für einen Geburtstag organisierte Party mitten in der Nacht und sitzen vor einer geschlossenen Pizzeria: ‹Ich greife vorsichtig nach ihrer Hand. Ich beuge mich zu ihr und nähere mein Gesicht ihrem Mund – aber ich werde Ihnen hier trotzdem nicht mein ganzes Leben erzählen.›“

## Ausgaben
- Französische Originalausgabe: L’Échiquier. Les Éditions de Minuit, Paris 2023, ISBN 978-2-7073-4885-2.
- Französische Taschenbuchausgabe: L’Échiquier. Les Éditions de Minuit, Paris 2025, ISBN 978-2-7073-5627-7.
- Deutsche Erstausgabe: Das Schachbrett. Aus dem Französischen von Joachim Unseld. Frankfurter Verlagsanstalt, Frankfurt am Main 2024, ISBN 978-3-627-00318-0.